# Émeute frumentaire
Une émeute frumentaire est, sous l’Ancien Régime, une émeute liée au manque d’aliments disponibles ou à un prix accessible.